# Tomakomai

Tomakomai (苫小牧市 Tomakomai-shi?) este un municipiu din Japonia, prefectura Hokkaidō.